# Československé Aerolinie

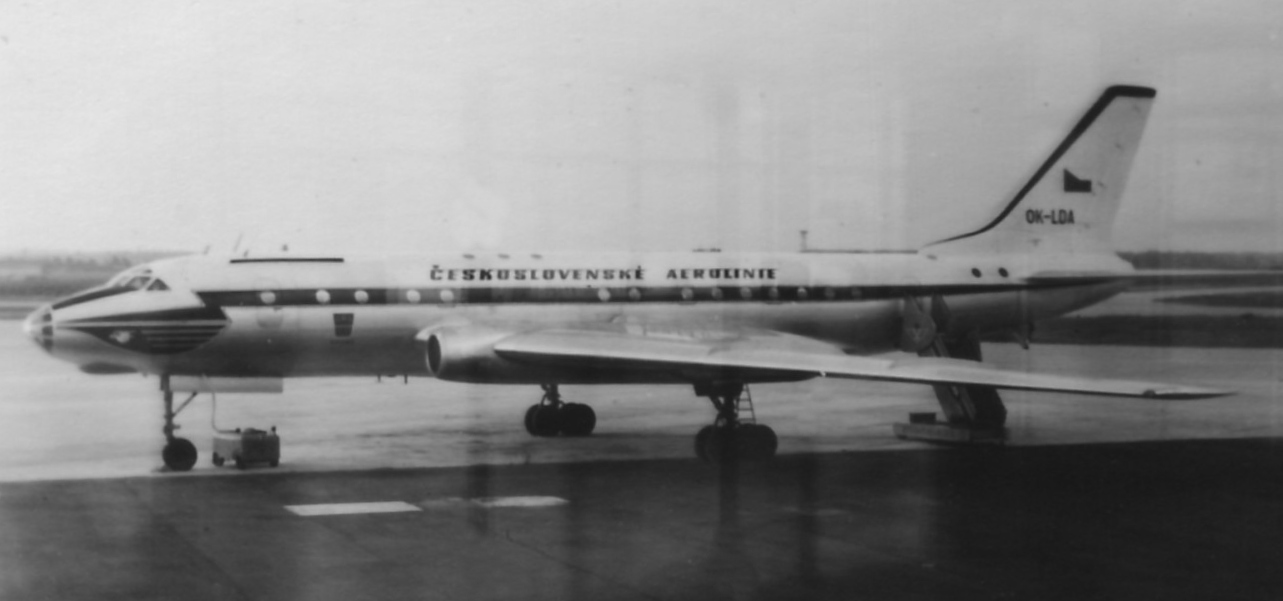
Tupolev Tu-104 från Československé Aerolinie på Bryssels flygplats sommaren 1958.

Československé Aerolinie (Československé státní aerolinie (CSA)), Tjeckoslovakiens flygbolag. Flygbolaget försvann när Tjeckoslovakien upphörde att existera och delar gick över till CSA Czech Airlines. Flög bland annat Tupolev Tu-104, Tupolev Tu-124, Tupolev Tu-134 och jak-40.